# Port O’Connor
Port O’Connor – jednostka osadnicza w Stanach Zjednoczonych, w stanie Teksas, w hrabstwie Calhoun.